# Sea the Moon
Sea the Moon (* 29. April 2011) ist ein deutsches Rennpferd.
Der Englische Vollblut-Hengst wurde 2011 auf dem 80 km nordöstlich von Berlin in der Uckermark gelegenen Gestüt Görlsdorf von Sea the Stars aus der Sanwa, Tochter des Hengstes Monsun, gezogen.

## Rennlaufbahn
Nach Siegen in der Frankfurter Derby-Quali und dem Union-Rennen gewann er 2014 überlegen mit 11 Längen das Deutsche Derby. Einzig dem Zoppenbroicher Orofino gelang es 1981 das Derby mit noch größerem Vorsprung zum Zweitplatzierten zu gewinnen. Für diese Leistung erhielt Sea The Moon ein sehr hohes GAG (Generalausgleich) von 102 kg. Verletzungsbedingt konnte er danach nur noch im Großen Preis von Baden antreten, wo er sichtlich angeschlagen immerhin noch einen guten zweiten Platz belegte.

## Zuchtlaufbahn
Die Besitzer entschlossen sich daraufhin seine Rennkarriere zu beenden und ihn im Lanwades Stud von Kirsten Rausing, der Enkeltochter des Tetra-Pak-Gründers Ruben Rausing, als Deckhengst für eine Decktaxe von 15000 Pfund aufzustellen. 2018 kamen seine ersten Nachkommen zweijährig auf die Rennbahn und waren auf Anhieb sehr erfolgreich. So gewann sein Sohn Noble Moon den Preis des Winterfavoriten (Gruppe III), das wichtigste Rennen für Zweijährige in Deutschland, und sein Sohn Quest The Moon das Baden Badener Zukunftsrennen (Gruppe III). Insgesamt gewann Sea The Moon das Deckhengst-Championat 2018 für Zweijährige in Deutschland. Da sowohl sein 1. Vater Sea The Stars als auch sein 2. Vater Monsun wenig Frühreife vererbten und auch Sea The Moon zweijährig nur ein Maiden-Rennen gewann, kam dieser eindrucksvolle Einstand als Deckhengst durchaus überraschend.
Dreijährig konnte Sea The Moons erster Jahrgang die zweijährig geweckten Erwartungen 2019 nicht erfüllen. Der hochgehandelte Winterfavorit Noble Moon verschwand nach zwei Rennen sang und klanglos in der Versenkung und auch die anderen dreijährigen Hoffnungsträger liesen im Laufe des Jahres 2019 leistungsmäßig deutlich nach. Mit dem eindrucksvollen Ratibor-Sieger Wonderful Moon und der von der Niarchos-Familie in Irland gezogenen Stute Alpine Star brachte Sea The Moon allerdings 2019 erneut zwei zweijährige Hoffnungsträger für das Jahr 2020 hervor. Beide sollten diese Hoffnungen auch dreijährig bestätigen. Wonderful Moon gewann drei Gruppe-Rennen auf Distanzen zwischen 2000 und 2200 Metern und Alpine Star gewann sogar eine Gruppe I Rennen über 1600 Metern in Ascot. Aus seinem ersten Jahrgang konnte Quest The Moon jetzt vierjährig mit einem Sieg im Großen Preis der Badischen Unternehmer (Gruppe II) und einem sehr guten zweiten Platz im Großen Dallmayr-Preis (Gruppe I) viel Werbung für seinen Vater machen. Als Folge wurde die Decktaxe für die Saison 2021 auf 22500 Pfund erhöht. Das Gestüt Görlsdorf hat allerdings die in den ersten Jahren ziemlich einmalige Unterstützung des eigenen Hengstes durch eine hohe Zahl guter Stuten mittlerweile deutlich zurückgefahren.